# Ciudadanos (Uruguay)
Ciudadanos fue un sector político del Partido Colorado de Uruguay fundado en el año 2018 por el economista Ernesto Talvi. Se definió como progresista, humanista, internacionalista, y liberal. 

## Historia

### Origen
Este sector fue fundado en el año 2018 por el economista Ernesto Talvi; se integró con Adrián Peña, Ope Pasquet, Valentina Rapela y Nibia Reisch. En agosto de ese año se lanzó la precandidatura de Talvi para las elecciones internas.

### Elecciones de 2019
El 30 de junio de 2019, Talvi obtuvo el primer lugar con el 54% de los votos adjudicados a su partido.
A fines de julio definen la lista de candidatos a diputados por Montevideo: Ope Pasquet, Felipe Schipani, María Eugenia Roselló, Carlos Rydström, Medardo Manini Ríos y Carolina Ache Batlle.
A mediados de agosto se traza una estrategia de cara a las elecciones de octubre, Talvi y Robert Silva recorrerán el país por separado, dado que Silva es apreciado como "el único candidato a vice procedente del interior".

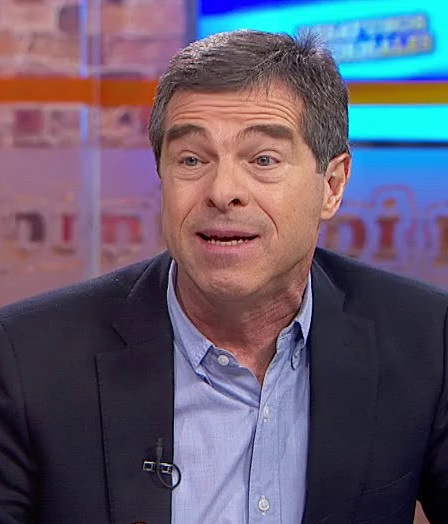
Ernesto Talvi en 2019.

De cara a un eventual gobierno colorado, Ernesto Talvi adelanta que apelará a los mejores técnicos de todos los partidos, incluso de la ex administración socialista, como Jorge Polgar y Christian Daude.
En las elecciones de 2019 obtuvieron ocho legisladores. En la Cámara Alta ingresaron dos senadores: Talvi (luego suplantado por Carmen Sanguinetti) y Peña. En la Cámara de Representantes accedieron ocho diputados (Jorge Alvear, Walter Cervini, Martín Melazzi, Juan Carlos Moreno, Ope Pasquet, Nibia Reisch, María Eugenia Roselló y Felipe Schipani).
Posteriormente, de cara a las elecciones departamentales de Montevideo en 2020, el abogado penalista Andrés Ojeda, referente del sector en temas de seguridad, es seleccionado como primer suplente de la candidata Laura Raffo.

### Salida de Talvi
A fines de julio de 2020, Talvi sorprende a propios y extraños con el anuncio de su abandono de la "política activa". No obstante, tiene la intención de crear un think tank a modo de "usina de ideas" para el sector.En agosto se celebrarán elecciones orgánicas en el sector, hasta ese entonces Adrián Peña oficiará como coordinador. Siendo electo como líder Adrían Peña.

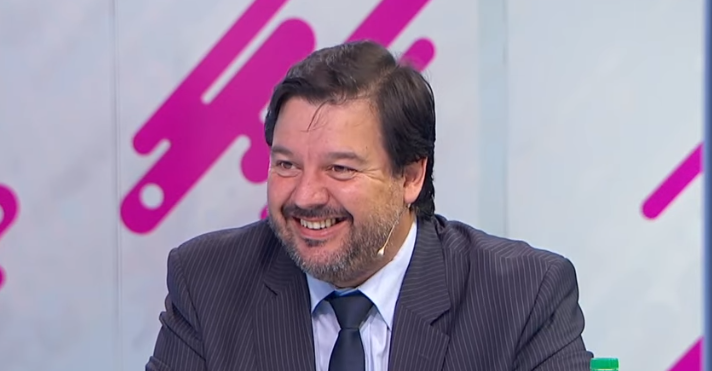
Adrián Peña en 2021.

En octubre de 2023 el sector anunció su apoyo a la precandidatura a la Presidencia de Robert Silva, exhortando que renuncie a su puesto como presidente de la ANEP para poder dedicarse a la campaña.A finales de ese mes Silva renunció a su cargo para dedicarse plenamente a su precandidatura.
El reordenamiento de la interna partidaria por la presentación de los precandidatos provocó algunas escisiones dentro de Ciudadanos, como la lista 30 de Carlos Rydström, el diputado Jorge Alvear o la senadora Carmen Sanguinetti que abandonaron el sector para apoyar la precandidatura del ingeniero Gabriel Gurméndez.

### Precandidatura de Robert Silva

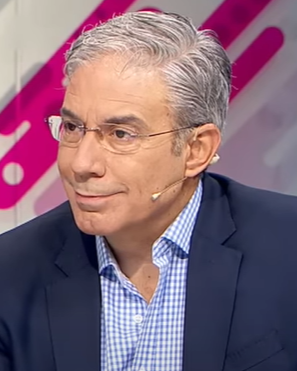
Robert Silva en 2023.

El día martes 7 de noviembre de 2023, en la sala de Montevideo Music Box, Silva comenzó oficialmente su campaña y oficializó su precandidatura. Asimismo, fue el lanzamiento del espacio político "Crece", plataforma política que incluye a Ciudadanos pero con la intención de ampliar el paraguas electoral de la precandidatura de Silva a otras agrupaciones.
En la noche del jueves del 4 de abril de 2024, el senador y dirigente Adrián Peña falleció a causa de un accidente automovilístico sobre la Ruta 36 en el Departamento de Canelones a la altura de Los Cerrillos.
Las elecciones internas de 2024 dieron a Andrés Ojeda como el precandidato colorado más votado, mientras que Robert Silva se posicionó como el segundo. El 1 de julio se confirmó que la fórmula presidencial del Partido Colorado sería Andrés Ojeda - Robert Silva.

### Elecciones generales de 2024
El martes 6 de agosto, el exsenador Pedro Bordaberry anunció que sería nuevamente candidato a senador con su propio sublema.El 12 de agosto, Robert Silva llegó a un acuerdo con Andrés Ojeda y Gustavo Zubía, para comparecer dentro del mismo sublema, pero con tres listas al Senado distintas, para competir a nivel interno contra el sublema liderado por Pedro Bordaberry. Este reordenamiento de dirigentes provocó un quiebre en el sector Ciudadanos: los dos ministros del sector, Robert Bouvier (Ambiente) y Fernando Mattos (Ganadería, Agricultura y Pesca), el senador Pablo Lanz y los diputados Walter Cervini (Canelones) y Nibia Reisch (Colonia) confirmaron que apoyarían al sublema de Bordaberry.Ante esta ruptura se pactó que el número de lista, la 600, permanecería en el sector Crece pero el nombre "Ciudadanos" iría con aquellos que migraron al sublema Vamos Uruguay de Pedro Bordaberry.